# جبهه موج

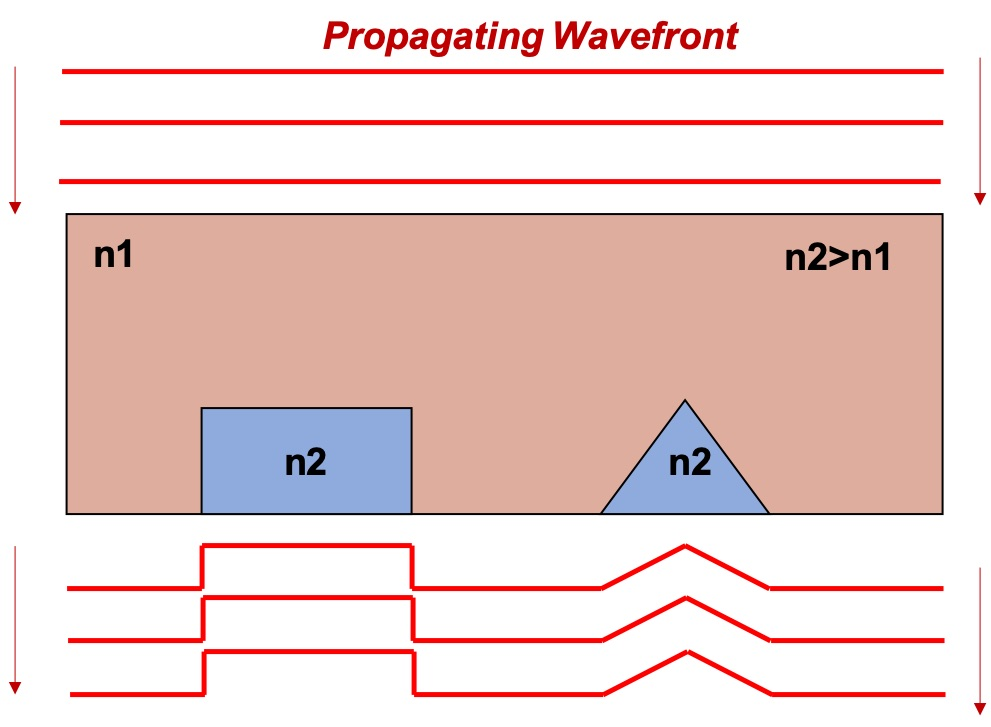
نمایی از شماتیک فاز جبهه موج. نور در محیط‌های انکساری بالاتر، کندتر منتشر می‌شود. بنابراین، تاخیرهای نسبی فاز منجر به ایجاد «جبهه‌های موجی» می‌گردد که از ضرایب شکست متفاوتی عبور کرده‌اند.

جبهه موج بیان مناسبی برای انتشار هر نوع موج است. بنا بر تعریف مکان هندسی، مجموعه نقاطی که موج همزمان به آنها برسد و فاز ارتعاش (کمیتی فیزیکی متعلق به موج) در آنها یکسان باشند؛ به عبارتی اختلاف فاز این نقاط صفر باشد؛ جبهه موج نامیده می‌شوند.

## مقدمه
اگر یک ریسمان را از دو انتها به یک نقطه ثابت متصل کنیم، سپس یک تکه از ریسمان گرفته و اندکی کشیده و رها کنیم، در طول ریسمان یک تپ ایجاد می‌شود که در طول آن حرکت می‌کند. این آشفتگی یا تپ نمونه‌ای از یک حرکت موجی است. در حالت کلی، یک تپ سه بعدی را در نظر بگیرید. می‌توان سطوحی را رسم کرد که از تمام نقاطی که در یک لحظه معین دارای آشفتگی مشابه هستند، بگذرد. با گذشت زمان این سطح نیز حرکت می‌کند و نشان می‌دهد که تپ چگونه منتشر می‌شود. برای تپهای بعدی نیز می‌توان سطوح مشابهی رسم کرد.
در مورد یک موج متناوب می‌توان این روش را با ترسیم سطوحی که در فاز یکسانی از حرکت هستند، تعمیم داد. این سطوح را جبهه موج می‌گویند. اگر محیط همگن و همسانگرد باشد، راستای انتشار همواره بر جبهه موج عمود است. خطی که بر جبهه‌های موج عمود باشد و راستای حرکت امواج را نشان بدهد، پرتو می‌گویند.
مفهوم جبهه موج بیان مناسبی برای انتشار هر نوع موج است. بنا بر تعریف، مکان هندسی نقاطی که فاز ارتعاش یک کمیت فیزیکی متعلق به موج در آنها یکسان باشند، جبهه موج نامیده می‌شوند.

## اشکال مختلف جبهه موج
جبهه‌های موج می‌توانند اشکال مختلفی داشته باشند. اگر آشفتگیها فقط در یک راستا منتشر شوند، در این صورت امواج را امواج تخت می‌گویند. در هر لحظه معین، وضعیت در تمام نقاط یک صفحه عمود بر راستای انتشار یکسان است. جبهه‌های موج در این مورد به شکل صفحات تخت عمود بر پرتوها (خطوط مداری که در جهت انتشار نور رسم می‌شوند) خواهند بود. مورد ساده دیگر، در مورد امواج کروی است. در این مورد آشفتگی از یک چشمه موج در کلیه جهات به طرف خارج منتشر می‌شود. در این حالت جبهه‌های موج به صورت سطوح کروی خواهند بود و پرتوها خطوط شعاعی هستند که از چشمه در تمام جهتها دور می‌شوند. در فواصل دورتر از چشمه، جبهه‌های یک موج کروی خمیدگی بسیار کمی دارند و اغلب در ناحیه‌ای محدود از فضا می‌توان آنها را به صورت تخت در نظر گرفت. البته اشکال دیگری نیز برای جبهه موج می‌توان در نظر گرفت.